# Dabakneti
Dabakneti (en georgiano: დაბაკნეთი) o Basharta (en osetio: Башарта) es un pueblo que pertenece a la parcialmente reconocida República de Osetia del Sur, parte del distrito de Leningor, aunque de iure pertenece al municipio de Ajalgori de la región de Mtsjeta-Mtianeti de Georgia.

## Geografía
Dabakneti se ubica en la vertiente occidental de la cordillera de Alevi, en la margen izquierda del río Tsjradzmuli, a 31 km de Ajalgori.  

## Historia
Dabakneti se menciona por primera vez en fuentes en la primera mitad del siglo XV. 
Entre 1922 y 1990, formó parte del óblast autónomo de Osetia del Sur.
Durante la duración del conflicto georgiano-osetio hasta la victoria rusa en la guerra ruso-georgiana de 2008, con la que las de facto autoridades de Osetia del Sur establecieron el control sobre el valle de Ksani, Dabakneti formaba parte del territorio controlado por el gobierno de Georgia. Después de agosto de 2008, la aldea quedó bajo el control de las autoridades de la República de Osetia del Sur. 

## Demografía
La evolución demográfica de Dabakneti entre 1923 y 2015 fue la siguiente:
| 133                                                      | 132 | 131 | 98 | 61 | 46 | 29 | 6 |
| (Fuente: Population of South Ossetia since Soviet times) |     |     |    |    |    |    |   |

Según el censo soviético de 1959, la mayoría de la población local eran georgianos.

## Infraestructura

### Arquitectura, monumentos y lugares de interés
En el pueblo se conserva unan varias iglesia medievales (iglesias de San Jorge, Santa María, Santísima Trinidad), el monasterio de la Ascensión y una torre. 